# Brodie Dupont
Brodie Dupont (* 17. Februar 1987 in Russell, Manitoba) ist ein ehemaliger kanadischer Eishockeyspieler, der ein Spiel für die New York Rangers in der National Hockey League absolvierte, den Großteil seiner Karriere aber in der American Hockey League sowie in verschiedenen europäischen Ligen verbrachte. Unter anderem spielte er für die Iserlohn Roosters in der Deutschen Eishockey Liga (DEL) und den Dornbirner EC in der Österreichischen Eishockey-Liga.

## Karriere
Brodie Dupont spielte von 2004 bis 2007 in der Western Hockey League für die Calgary Hitmen. In dieser Zeit wurde er beim NHL Entry Draft 2005 in der 3. Runde an 66. Stelle von den New York Rangers ausgewählt. 2007 unterschrieb er seinen ersten Profivertrag bei den Rangers und spielte die nächsten drei Jahre im Farmteam Hartford Wolf Pack in der American Hockey League. 2010 wurde sein Vertrag um ein Jahr verlängert und Dupont absolvierte sein erstes und einziges Spiel in der National Hockey League. Den Großteil der Saison verbrachte er aber wieder in der AHL. Zur Saison 2011/12 unterschrieb er bei den Nashville Predators und spielte für die Milwaukee Admirals in der AHL. Anschließend wechselte er nach Europa zum HC Valpellice und kehrte 2013 zum Hartford Wolf Pack zurück.
Im Januar 2014 wechselte er zu den Iserlohn Roosters, wo sein Vertrag zur Saison 2014/15 um ein Jahr verlängert wurde. Nach kurzer Zeit ohne Verein zu Beginn der Spielzeit 2015/16 kehrte Dupont im Oktober 2015 nach Iserlohn zurück. Anschließend spielte er zwei Jahre wieder in Nordamerika, wo er vor allem für die Norfolk Admirals in der ECHL aufs Eis ging, bevor er sich abermals einem europäischen Team anschloss: Für den Dornbirner EC traf er in der EBEL-Saison 2018/19 elf Mal. Zur folgenden Spielzeit zog er weiter zu den Herning Blue Fox nach Dänemark.
2021 schließlich wurde Dupont von den Cardiff Devils in der Elite Ice Hockey League verpflichtet. Dort sollte er nicht nur als Spieler wirken, sondern zugleich auch erste Erfahrungen als Assistenztrainer sammeln. Nach einer Verletzung konzentrierte er sich etwa ab dem Jahreswechsel auf die Trainerposition. Kurz vor Ende der Hauptrunde wurde er zum Cheftrainer berufen und führte das Team zum Gewinn der Playoffs. In der Saison 2022/23 belegte er mit den Devils den vierten Platz nach der Hauptrunde und scheiterte im Playoff-Finale an den Belfast Giants. Anschließend wurde sein Vertrag nicht verlängert.

## Erfolge und Auszeichnungen
- 2013 Coppa-Italia-Gewinn mit dem HC Valpellice
- 2018 ECHL Sportsmanship Award
- 2022 EIHL-Playoffgewinn mit den Cardiff Devils

## Karrierestatistik
(Legende zur Spielerstatistik: Sp oder GP = absolvierte Spiele; T oder G = erzielte Tore; V oder A = erzielte Assists; Pkt oder Pts = erzielte Scorerpunkte; SM oder PIM = erhaltene Strafminuten; +/− = Plus/Minus-Bilanz; PP = erzielte Überzahltore; SH = erzielte Unterzahltore; GW = erzielte Siegtore; 1 Play-downs/Relegation; Kursiv: Statistik nicht vollständig)